# Nicole Bass
Nicole Bass (ur. 26 października 1964 w Middle Village zm. 17 lutego 2017) – amerykańska kulturystka, wrestlerka i aktorka, często występowała w telewizyjnym show Howarda Sterna.

## Kulturystyka
W zawodach kulturystycznych startowała w latach 80. i 90. XX wieku. W 1997 roku wygrała w NPC National Bodybuilding Championship. Nazywano ją najwyższą kulturystką świata.

## Wrestling
W roku 1998 po raz pierwszy wzięła udział w Extreme Championship Wrestling. Następnie współpracowała z federacją World Wrestling Federation, debiutując jako ochroniarz wrestlerki Sable podczas WrestleManii XV 28 marca 1999 roku. Współpracowała także z federacjami XPW oraz National Wrestling Alliance.

## Kariera filmowa
Zagrała w kilku niskobudżetowych filmach.
- Middle Village (1997)
- Pain and Suffering (1999)
- Spank Those Bitches 2 (2000)
- I Love To Hurt You (2000)
- Violence on Violence (2000)
- Beat Your Ass (2000)
- Man Handled (2000)[6].

## Życie osobiste
W 1985 roku Bass wyszła za Roberta Fuchsa. Fuchs zmarł w 2013 roku w wieku 64 lat.

## Kolizje z prawem
W 2000 roku wdała się w bójkę uliczną. Pobiła policjanta, który usiłował zakończyć tę bójkę, w efekcie czego trafił do szpitala. Aby ją wtedy aresztować wysłano sześciu policjantów. W 2005 roku została aresztowana za stosowanie przemocy wobec męża. W 2015 roku została aresztowana za kradzież w sklepie towarów o wartości ponad 1200 dolarów.

## Inne kontrowersje
Bass miała wzrost oraz wagę Arnolda Schwarzeneggera (tj. 188 cm wzrostu i 110 kg wagi), a ponadto barwę głosu typową dla mężczyzny. Z tego względu Howard Stern nazwał ją w swoim show mężczyzną. W 1998 roku Bass poddała swoje DNA badaniom, które wykazały, że jest kobietą również i na poziomie genetycznym. Badania te położyły kres tej kontrowersji.